# Alfredo Panzini
Alfredo Panzini (Senigallia, 31 de diciembre de 1863 – Roma, 10 de abril de 1939) fue un escritor, lexicólogo, profesor y crítico literario italiano.

## Biografía
Su madre era de Marcas, y su padre un médico romañol destinado en Rimini, donde Alfredo Panzini pasó casi toda su infancia. 
Se graduó en letras en la Universidad de Bolonia, donde fue alumno de Giosuè Carducci.
En 1890 se casó en Parma con Clelia Gabrielli, de esta unión nacieron Umberto, Emilio, Pietro y Matilde "Titi" Panzini.
Trabajó como profesor en Castellammare di Stabia e Imola, y comenzó a publicar en revistas literarias.
En 1925 fue uno de los firmantes del Manifiesto de los intelectuales fascistas y Benito Mussolini lo eligió uno de los primeros miembros de la Accademia d'Italia.